# Paullinia clematidifolia
Paullinia clematidifolia är en kinesträdsväxtart som beskrevs av Killip & Cuatrec.. Paullinia clematidifolia ingår i släktet Paullinia och familjen kinesträdsväxter. Inga underarter finns listade i Catalogue of Life.